# روبرت لي (تكساس)
روبرت لي (بالإنجليزية: Robert Lee, Texas)‏ هي مدينة تقع بولاية تكساس في شمال شرق الولايات المتحدة. تبلغ مساحة هذه المدينة 3 (كم²)، وترتفع عن سطح البحر 557 م، بلغ عدد سكانها 1049 نسمة في عام 2010 حسب إحصاء مكتب تعداد الولايات المتحدة .

## التركيبة السكانية
حدّد مكتب تعداد الولايات المتحدة بيانات التركيبة السكانية لروبرت لي في تعداد الولايات المتحدة. في ما يلي، التركيبة السكانية حسب تعدادي 2000 و2010.

### تعداد عام 2000
بلغ عدد سكان روبرت لي 1,171 نسمة بحسب تعداد عام 2000، وبلغ عدد الأسر 496 أسرة وعدد العائلات 327 عائلة مقيمة في المدينة. في حين سجلت الكثافة السكانية 393 نسمة لكل كيلومتر مربع (1,017.9/ميل2). وبلغ عدد الوحدات السكنية 658 وحدة بمتوسط كثافة قدره 220.8 لكل كيلومتر مربع (571.9/ميل2).
وتوزع التركيب العرقي للمدينة بنسبة 89.92% من البيض و0.26% من الأمريكيين الأفارقة و0.77% من الأمريكيين الأصليين و0.09% من الأمريكيين ذوي الأصول الآسيوية و7.34% من الأعراق الأخرى و1.62% من عرقين مختلطين أو أكثر و19.64% من الهسبانيون أو اللاتينيون من أي عرق.
بلغ عدد الأسر 496 أسرة كانت نسبة 30.2% منها لديها أطفال تحت سن الثامنة عشر تعيش معهم، وبلغت نسبة الأزواج القاطنين مع بعضهم البعض 52.6% من أصل المجموع الكلي للأسر، ونسبة 11.3% من الأسر كان لديها معيلات من الإناث دون وجود شريك،  بينما كانت نسبة 2% من الأسر لديها معيلون من الذكور دون وجود شريكة وكانت نسبة 34.1% من غير العائلات. تألفت نسبة 32.9% من أصل جميع الأسر من عدة أفراد يعيشون في نفس المنزل ونسبة 21.8% كانت تتألف من شخص يعيش بمفرده يبلغ من العمر 65 عاماً أو أكثر. وبلغ متوسط حجم الأسرة المعيشية 2.26، أما متوسط حجم العائلات فبلغ 2.85.
بلغ العمر الوسطي للسكان 45.7 عاماً. وكانت نسبة 22.8% من القاطنين تحت سن الثامنة عشر، وكانت نسبة 5.2% بين الثامنة عشر والرابعة والعشرين عاماً، ونسبة 21.1% كانت واقعةً في الفئة العمرية ما بين الخامسة والعشرين والرابعة والأربعين عاماً، ونسبة 21.9% كانت ما بين الخامسة والأربعين والرابعة والستين، ونسبة 24.7% كانت ضمن فئة الخامسة والستين عاماً فما فوق. يوجد لكل 100 أنثى 85.4 ذكر، ويوجد لكل 100 أنثى في الثامنة عشر من عمرها فما فوق 83.8 ذكر.
بلغ متوسط دخل الأسرة في المدينة 25,750 دولارًا، أما متوسط دخل العائلة فبلغ 33,553 دولارًا. وكان متوسط دخل الذكور 30,486 دولارًا مقابل 19,615 دولارًا للإناث. وسجل دخل الفرد الخاص بالمدينة 16,672 دولارًا. وكانت نسبة 12% من العائلات ونسبة 14.8% من السكان تحت خط الفقر، وكان من هؤلاء نسبة 17.3% تحت سن الثامنة عشر ونسبة 14.5% في الخامسة والستين من العمر وما فوق.

### تعداد عام 2010
بلغ عدد سكان روبرت لي 1,049 نسمة بحسب تعداد عام 2010، وبلغ عدد الأسر 452 أسرة وعدد العائلات 293 عائلة مقيمة في المدينة. في حين سجلت الكثافة السكانية 352 نسمة لكل كيلومتر مربع (911.7/ميل2). وبلغ عدد الوحدات السكنية 636 وحدة بمتوسط كثافة قدره 213.4 لكل كيلومتر مربع (552.7/ميل2).
وتوزع التركيب العرقي للمدينة بنسبة 89.13% من البيض و0.10% من الأمريكيين الأفارقة و2.10% من الأمريكيين الأصليين و5.91% من الأعراق الأخرى و2.76% من عرقين مختلطين أو أكثر و23.26% من الهسبانيون أو اللاتينيون من أي عرق.
بلغ عدد الأسر 452 أسرة كانت نسبة 27.7% منها لديها أطفال تحت سن الثامنة عشر تعيش معهم، وبلغت نسبة الأزواج القاطنين مع بعضهم البعض 51.3% من أصل المجموع الكلي للأسر، ونسبة 9.7% من الأسر كان لديها معيلات من الإناث دون وجود شريك،  بينما كانت نسبة 3.8% من الأسر لديها معيلون من الذكور دون وجود شريكة وكانت نسبة 35.2% من غير العائلات. تألفت نسبة 32.1% من أصل جميع الأسر من عدة أفراد يعيشون في نفس المنزل ونسبة 18.4% كانت تتألف من شخص يعيش بمفرده يبلغ من العمر 65 عاماً أو أكثر. وبلغ متوسط حجم الأسرة المعيشية 2.32، أما متوسط حجم العائلات فبلغ 2.89.
بلغ العمر الوسطي للسكان 45.8 عاماً. وكانت نسبة 22.6% من القاطنين تحت سن الثامنة عشر، وكانت نسبة 6.6% بين الثامنة عشر والرابعة والعشرين عاماً، ونسبة 19.7% كانت واقعةً في الفئة العمرية ما بين الخامسة والعشرين والرابعة والأربعين عاماً، ونسبة 25.6% كانت ما بين الخامسة والأربعين والرابعة والستين، ونسبة 25.5% كانت ضمن فئة الخامسة والستين عاماً فما فوق. وتوزع التركيب الجنسي للسكان بنسبة 48.4% ذكور و51.6% إناث.

## وصلات خارجية
- The US50 - Cities and Towns in Texas State